# Селянка тягне дрова взимку
«Селя́нка тя́гне дро́ва взи́мку» — одна з найкращих картин в творчості італійського художника Джованні Сегантіні. Зберігається в Швейцарії.

## Сегантіні і Франсуа Мілле
Лише твори француза Франсуа Мілле витримують порівняння з суворими і позбавленими італійської екзотики картинами Сегантіні. Обидва з бідних родин, вони важко пробивались в мистецтві і не спокусились на дешевий успіх популярних митців. Співчуття до убогих, до «малих цього світу» ріднить обох. Вони зробили героями своїх полотен найбідніших в своїх країнах. І підняли їх життя і важку працю до вищих щаблів мистецтва.

## Селянки Сегантіні і Мілле
З першого погляду важко усвідомити, що ця картина італійця і про Італію. Селянка, що тягне дрова взимку одягом нагадує і бідних з дальніх островів Голландії, і Бельгії, і французької Бретані. Простий сюжет мимоволі переростає в розповідь про злиденне життя, про важке існування, про виснажливу працю, коли нападає відчай і далі просто несила. Нема навіть худоби, і селянка сама впряглася у сані.

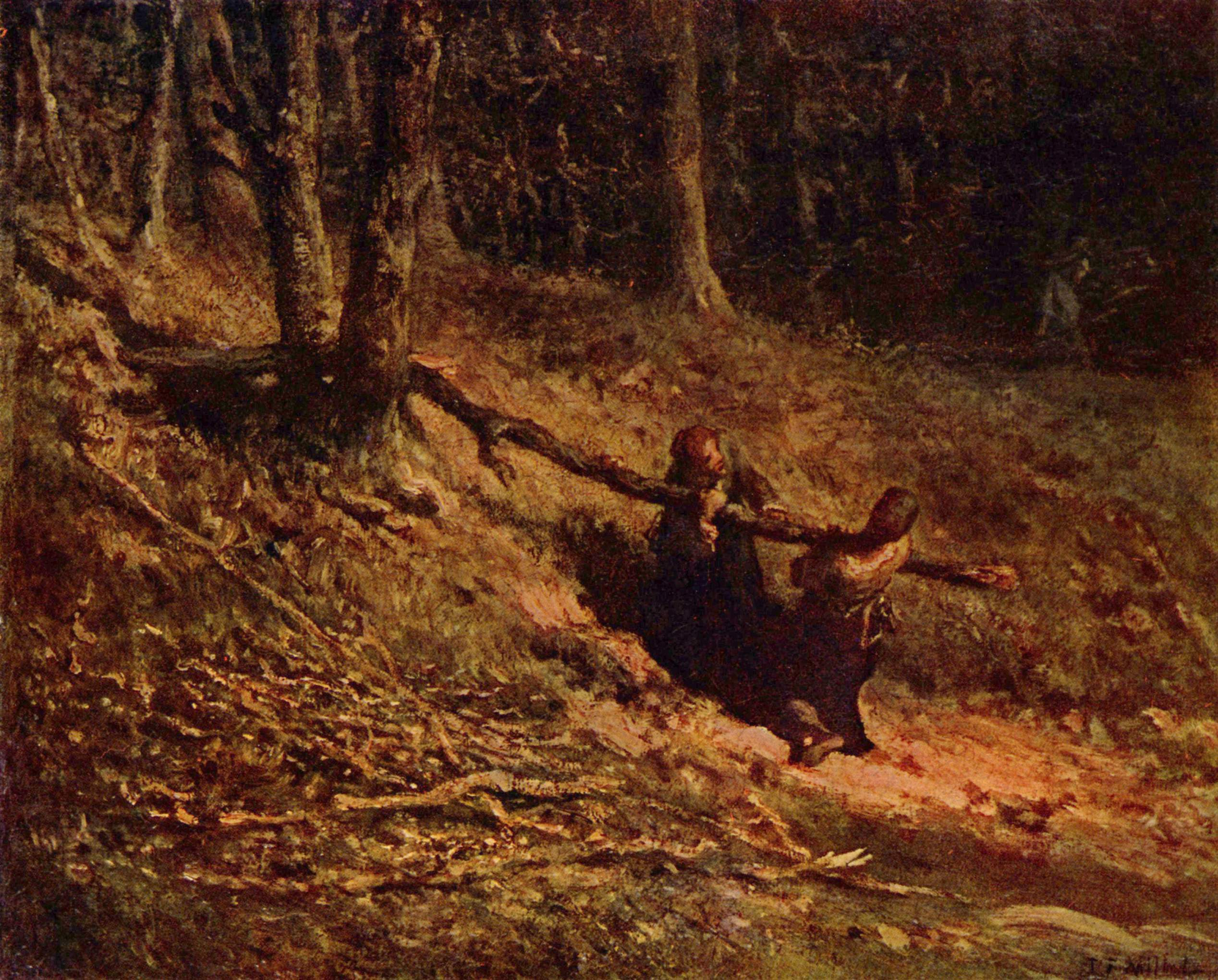
Франсуа Мілле «Збирачки хмизу»

Пустельний (зимовий тут) пейзаж споріднює полотно Сегантіні з відомим полотном Мілле «Анжелюс»(Молитва), де дві селянські постаті височать в полі, самотні і, наче, забуті світом. Ще більше психологічних зв'язків у селянки Сегантіні з полотном Мілле «Збирачки хмизу». Адже і там, і тут самотнім жінкам ніхто не прийде на допомогу.
І Мілле, і Сегантіні виробили особливий тип — наче позбавлений індивідуальних рис, але добре знаний, що переходив з картини в картину. Іноді вони подають ці фігури збоку чи зі спини, не вимальовуючи детально облич взагалі. І без туманних натяків і темних символів картина стає символом виснажливого існування, важкого сільського життя взагалі, на відтворення якого так рідко могло спромогтися мистецтво всього XIX століття.